# جائزة كفافيس
جائزة كفافيس هي جائزة تمنح للمبدعين من مصر واليونان في مجال الشعر والقصة والنقد الأدبي. منحت الجائزة لأول مرة عام 1990م وكان الغرض منها هو تنمية العلاقات الثقافية بين مصر واليونان، حصل على الجائزة الكاتب المصري نجيب محفوظ في عيد ميلاده الثاني والتسعين، كما حصل عليها من الكتاب المعاصرين فاروق شوشة، سيد حجاب، وإبراهيم أصلان، ورضوى عاشور، وسحر الموجي، وبهاء طاهر.
سميت هذه الجائزة نسبه إلى الشاعر اليوناني قسطنطين كفافيس الذي ولد في الأسكندرية وعاش فيها حتى وفاته.

## نبذة عن الجائزة
في العام 1983 نظمت للمرة الأولى في مدينتي الإسكندرية والقاهرة احتفاليات ثقافية متميزة، في ذكرى مرور 50 سنة على وفاة الشاعر اليوناني قسطنطين كفافيس، شاعر الإسكندرية، تحت مسمي «كفافيات». وكان الهدف تنمية العلاقات الثقافية بين اليونان ومصر من خلال إبراز إبداعات هذا الشاعر اليوناني الذي عاش في مدينة الإسكندرية، منذ مولده حتى وفاته، وأبدع كل أعماله في هذه المدينة التي عشقها، وقامت الفنانة ملينا مركوري وزيرة الثقافة اليونانية سابقاً بدعم فكرة القنصل اليوناني في الإسكندرية، تلك الفترة، بنايوتي فلاسوبولس، سفير اليونان الآن في مصر وسريعاً أصبحت هذه الاحتفاليات من أهم الأحداث الثقافية في مصر.
في العام 1990 قام المستشار الثقافي اليوناني "كوستيس موسكوف" في محاولة لتطوير الكفافيات بتأسيس جائزة كفافيس الدولية تمنح إلى مبدعين من مصر واليونان، ونظراً إلى قيمة الجائزة الأدبية والمعنوية، التي تحمل اسم شاعر الإسكندرية العالمي، أصبحت من أهم الجوائز التي يفخر بها الحاصلون عليها.
في العام 2001 شكلت لجنة جديدة لجائزة كفافيس تضم نخبة من أعضاء المعترك الثقافي في مصر واليونان تقوم باختيار الفائزين كل عامين وأضحت احتفالية تسليم الجائزة جزءاً من احتفاليات «كفافيات». وتحاول احتفاليات «كفافيات» أن تقدم إبداعات مصرية ويونانية ليس في مجال الأدب فقط بل في المجالات الثقافية كلها في سياق ثلاثية تضم فنون الكلمة – الموسيقى – التشكيل بغية تنمية اهتمام الجمهور وتسهيل مهمة التعارف والتقارب وإتاحة الفرصة للمبدعين المصريين واليونانيين للتعبير والالتقاء.
في تطوير جديد تنظم احتفاليات «كفافيات 2007» في مدينة كفالا في اليونان (قوله)، للمرة الأولى في محاولة لإبراز الدور المهم الذي قام به محمد علي مؤسس مصر الحديثة، وتقام الاحتفاليات بالمدينة التي ولد وعاش فيها قبل وصوله إلى مصر. وفي برنامج الاحتفال الذي يقام في 3 و4 أيلول (سبتمبر) حفلة موسيقية بعنوان «فردي ومصر» تقدمها فرقة القاهرة السيمفونية، وحفلة موسيقية للفنان عمر خيرت، ومعارض فنية، وحلقة بحثية حول عصر محمد علي وتأثيراته الثقافية والفكرية، وأخرى عن كفافيس وتأثيره الأدبي. تقدم في الوقت نفسه جوائز كفافيس الدولية إلى المبدعين المصريين واليونانيين الذين اختارتهم اللجنة الدولية في هذه الدورة، وجاءت نتيجتها على النحو الآتي:
- جائزة كفافيس الدولية للشعر، إلى فاروق جويدة وخريستوس لاسكاريس.
- جائزة كفافيس الدولية للرواية، إلى رضوى عاشور وثوماس سكاسيس.
- جائزة كفافيس الدولية للترجمة، إلى اخيلياس كيرياكيدس.
- جائزة كفافيس الدولية للنبوغ إلى سحر الموجي.

## الفائزون بالجائزة
| السنة | البلد         | الفائز                                                                    | المرجع        |
| ----- | ------------- | ------------------------------------------------------------------------- | ------------- |
| 1989  | مصر           | أحمد عبد المعطي حجازي                                                     | [ 5 ]         |
| 1991  | مصر           | فاروق شوشة                                                                | [ 6 ]         |
| 2004  | مصر           | نجيب محفوظ                                                                | [ 7 ]         |
| 2013  | مصر/ الامارات | الشاعرة الإماراتية ميسون صقر والروائي المصري محمد المنسي قنديل.           | [ 8 ]         |
| 2017  | مصر           | الشاعر فاروق جويدة والروائيتين رضوى عاشور وسحر الموجي                     | [ 9 ]         |
| 2011  | مصر           | أمين حدّاد، أهداف سويف، بشير السباعي                                       | [ 10 ] [ 11 ] |
| 2014  | الامارات      | ميسون القاسمي                                                             | [ 12 ]        |
| 2017  | مصر           | صنع الله إبراهيم والشاعر محمد الشهاوي                                     | [ 13 ]        |
| 2019  | مصر           | أحمد بخيت (فرع الشعر)، يوسف نوفل (فرع النقد الأدبي)، اعتدال عثمان (القصة) | [ 1 ]         |